# おもかげ (曲)
「おもかげ (produced by Vaundy)」（おもかげ プロデュースド バイ バウンディ）は、milet×Aimer×幾田りらのコラボレーション曲。作詞、作曲、プロデュースはVaundyが担当。2021年12月17日、配信限定シングルとしてTHE FIRST TAKE MUSICから発売された。

## 概要
本作は、YouTubeチャンネル「THE FIRST TAKE」のアーティストコラボレーション企画で、『再会 (produced by Ayase)』に続く第二弾として発表。ソニーのワイヤレスイヤホン「WF-1000XM4」のCMソングに採用され、同CMには三人が出演する「THE FIRST TAKE」でのパフォーマンス映像を起用。同パフォーマンス映像は、YouTubeでの公開後1週間で再生回数が800万回を超え、2022年3月29日現在、2600万回以上再生されている。

### カバー
本作は、プロデュースを担当したVaundyによってセルフカバーされ、自身のシングル『裸の勇者』のカップリング曲として収録された。
そのほか、YouTubeなどではカバー動画が広がりを見せており、リアルサウンドの記事では、「しらスタ【歌唱力向上委員会】」、よよよちゃん、そして幾田が所属していたぷらそにかの動画が紹介されている。

## コメント
本作についてのVaundy、milet、Aimer、幾田のコメント。
| 「      | Aimerさん、miletさん、幾田りらさんの魅力を最大限に引き出せるようイメージして挑みましたが、実際レコーディングしたら想像をはるかに超えるかっこよさで、最高の仕上がりになりました。 | 」 |
| —Vaundy | |    |

| 「     | Vaundyくん節全開の曲です。デモに吹き込まれていたVaundyくんの声はレイジーでアンニュイな感じが良かったんですけど、Aimerさんとりらちゃんと歌うことで、ガーリーでポップな感じが足されて。でも影がある感じもキープされているのが新鮮でした。 | 」 |
| —milet | |    |

| 「     | 彼らしさが詰まった1曲になっています。それをmiletちゃんとりらちゃんと私っていう、異なる声質を持った3人が歌うことで、いいバランスが生まれてるんじゃないかなって思います。 | 」 |
| —Aimer | |    |

| 「        | 自分と向き合うことや、周りの人たちへの愛など、核心を突く歌詞になっているんですが、サウンドはすごくポップで、人生を楽しもうというメッセージを感じました。重いテーマをポップに包み込んでいるこの曲に3人それぞれの違った声が重なって、素敵なハーモニーで歌っているので、聴いてもらえたら嬉しいです。 | 」 |
| —幾田りら | |    |

## 認定と売上
|                                | 認定 (RIAJ) | 売上/再生回数      |
| ------------------------------ | ----------- | ------------------ |
| ダウンロード                   | 未公表      | -                  |
| ストリーミング                 | プラチナ    | 100,000,000 回再生 |
| *認定のみに基づく売上/再生回数 |             |                    |